# Bivange
Bivange (luxemburgiska: Béiweng, tyska: Bivingen) är en ort i kommunen Roeser i kantonen Esch-sur-Alzette i Luxemburg.   Bivange ligger 266 meter över havet och antalet invånare är 617.